# Илецкое месторождение
Илецкое месторождение (Илецкие соляные копи) — соляное месторождение в России. Расположено рядом с городом Соль-Илецк Оренбургской области.

## Описание
Илецкое месторождение каменной соли представляет собой соляной купол с выведенным на поверхность соляным ядром. Соляный купол находится на верхней террасе р. Илека, протекающий в 5-7 км к югу от соляного купола. В равнинном степном рельефе купол выражен только Гипсовой горой, и представляющий останец кепрока — каменной шляпы соляного купола. Соляный купол покрыт и окружен в верхней части рыхлыми песчано-галечниковыми отложениями третьей террасы р. Илека, которые здесь достигают большой мощности. Буровые скважины, пройденные для определения южной границы купола, на глубине 50-100 м не вышли из аллювиальных галечников, прослоенных глинами и суглинками. Протыкание соляным куполом галечников и глин третьей террасы р. Илека свидетельствуют о молодом возрасте поднятия соляного купола (не раньше плиоцена, а возможно, и в четвертичное время). В горизонтальном сечении соляное тело имеет форму, близкую к эллипсу, размеры которого по данным геологоразведочных работ составляют на горизонте — 160 м по длинной оси 1850 м, по короткой — 825 м, на горизонте — 215 м по длинной оси 1920 м, по короткой — 840 м. До глубины 600 м размеры основной залежи увеличиваются до 2150 м х 880 м. Плоская вершина соляного купола площадью в 2-2,5 км2 обрывается крутопадающими склонами. Купол продолжается, по данным геофизической съемки, на глубину по меньшей мере 1000—1200 м.
Добыча соли ведется подземным способом камерной системы отработки на глубине 280—330 м. Камеры отрабатываются послойно с использованием горнопроходческих комбайнов, отбивающих соль. Доставка соли к стволам осуществляется самоходными вагонами и конвейерами.
По уникальности месторождения илецкая соль не требует дополнительного обогащения, и поэтому её переработка заключается в дроблении на вальцевых станках и сортировке по фракциям на грохотах. В целях профилактики йод-дефицитных заболеваний часть соли обогащается йодатом и готовая, отсортированная соль упаковывается и поставляется потребителям.
В настоящее время месторождение разрабатывается рудником № 2, годовая мощность добычи которого составляет 1 250 000 тонн в год. Разведанные балансовые запасы — 568 406 000 тонн соли. Разработку с 2010 года ведет ООО «Руссоль», правопреемник ОАО «Илецксоль».
Илецкая соль обладает высоким качеством, с большим содержанием минеральных веществ:
- хлористый натрий — не менее 98,873
- кальций-ион — не более 0,280
- магний-ион — не более 0,012
- сульфат-ион — не более 0,524
- калий-ион — не более 0,10

## История
Первое известие об Илецкой соли относится к XVI веку, ко времени составления карты Русского государства «Большой чертеж». Упоминание об Илецкой соли, так же можно встретить в Первом Полном собрании Российских Законов (1723 год). В то время ещё не были известны масштабы залежей соли, не было информации об её составе и качестве. Добыча велась открытым способом, вручную. Широко использовался труд поселенцев, работных людей и каторжан. Правильно организованного промысла в то время ещё не было.
В 1744 году царским указом была учреждена Оренбургская губерния. Губернатор И. И. Неплюев распорядился, чтобы был произведен осмотр залежей в Илецкой защите. Командированным майором Кублицким, был сделан тщательный осмотр залежей соли в 53 местах на глубине около двух метров. И вскоре в Оренбурге открылось соляное правление.
4 марта 1746 года Оренбургский губернатор И. И. Неплюев испросил у Правительствующего сената дозволения сделать Илецкий промысел государственным, и лишь 7 мая 1753 года Илецкое месторождение каменной соли было объявлено собственностью казны.

Для его охраны от набегов кочевников на следующий год построили Илецкую защиту (ныне город Соль-Илецк). В этом же 1754 году М. В. Ломоносов провёл исследование илецкой соли и написал заключение:
«Илецкая натуральная соль всех прочих солей тверже, и будучи истолчена, получает очень белый цвет, и с воздуха в себя влажность отнюдь не принимает. Она имеет сильную алкическую материю, которая есть основание и твердость материи соли. Для таких свойств надобно сию соль в твёрдости, силе и споризне предпочитать другим солям.»
На разработке соли трудились до 200 человек ссыльных и каторжников.
При поддержке государства дела на солепромысле стали процветать и в феврале 1770 на должность начальника правления Оренбургских соляных дел, был назначен П. И. Рычков, который сумел поднять производительность промысла с 273 тыс. пудов в 1770 году до 359 тыс. пудов — в 1771. При этом количество занятых на работах ссыльных было сокращено с 200 до 100 человек.
Но несовершенство технологии добычи соли, тяжелейшие условия труда, резкое сокращение из-за болезней и смертности численности подневольных рабочих привело к тому, что производительность промысла катастрофически пала. А в начале XIX века Илецкий соляной промысел находился буквально на краю развала.
Для улучшения дел и дополнительной разведки залежей в 1850 году департамент горных и соляных дел командировал на промысел инженера Рейнке. Он установил, что соляной фланец занимает свыше трех квадратных километров. В центре открытой разработки была пробурена скважина глубиной 145 метров. Дальнейшее углубление было остановлено из-за чрезвычайной твердости соляного монолита. На разведанной площадке Рейнке определил запасы соли около 70 млрд пудов. Масштабы этих исследований по тем временам были действительно впечатляющими. Внедрение ряда технических новшеств, приведших к сокращению ручного труда, произвело буквально переворот в соледобыче. Уже в 90-е годы XIX века удельный вес добываемой российской каменной соли в общем объёме её производства достиг 20 %. К концу XIX века Россия являлась одним из крупнейших мировых производителей соли. Немалая часть этой соли добывалась на Соль-Илецком месторождении.
В месте выхода соляного ядра на земную поверхность возвышалась гора Туз-Тюбе. К концу XIX столетия на месте горы появилась котловина глубиной до 35 метров, длиной 300, шириной 240 метров.
В 1881 году по проекту горного инженера Яковлева были заложены две шахты, строительство которых длилось восемь лет. Глубина их составляла 42 — 45 метров и была открыта только одна камера для добычи соли. Потолок камеры был сводчатым, а высота составляла 4,26 метра. Разработку производили почвоуступным и взрывным способом.
Илецкая соль неоднократно отмечалась медалями на промышленных выставках: на Парижской Всемирной в 1867 году, Всероссийской в 1882 году, Сибирско-Уральской в 1887 году, Казанской в 1890, Нижегородской в 1896.
С 1889 по 1926 гг. соль добывалась подземным способом в «Старой камере» на глубине 140 метров от поверхности земли. За это время было добыто 60 миллионов пудов (или 960 тысяч тонн соли).
В апреле 1906 года в результате затопления котловины паводковыми водами реки Песчанки образовалось озеро Развал, являющееся сейчас лечебным курортом.
С 1924 года велась выемка запасов рудника № 1 до его затопления в 1979 году. За время его эксплуатации добыто 12 миллионов тонн соли.
В начале 30-х годов XX века велись работы по техническому оснащению рудника, а в 1939 году на соляном руднике была создана инженерно-техническая секция.
С 1964 г. наряду с отрабатываемым рудником № 1 началось извлечение запасов рудника № 2 на глубине 280 метров. Уже за год работы шахта дала 235 тыс. тонн соли, а в 1970 году её производительность достигла 600 тыс. тонн.
С 2004 года начаты добычные работы на глубине 330 метров с извлекаемыми запасами в 20 миллионов тонн.